# Al Jefferson
Al Ricardo Jefferson (Monticello, 4 gennaio 1985) è un ex cestista statunitense, professionista nella NBA.
Per la sua stazza è soprannominato Big Al.

## Carriera

### High school e college
Ha frequentato la Prentliss High School a Prentiss (Mississippi). Nell'anno da senior, fu considerato McDonald's All-American Game e fu finalista del Naismith Award. Decise di frequentare la University of Arkansas ma decise poi di saltare il college e dichiararsi eleggibile per il draft NBA 2004. Nell'ultimo anno di high school ebbe una media di 42 punti e 18 rimbalzi a gara. Nella sua migliore gara ha segnato 66 punti.

### Boston Celtics
Viene selezionato con la 15ª scelta dai Boston Celtics diventando così il primo giocatore a essere selezionato direttamente dalla scuola superiore dai Celtics (Kendrick Perkins era stato selezionato dai Memphis Grizzlies nel draft 2003 per poi essere ceduto lo stesso giorno ai Celtics). Nella stagione da matricola gioca principalmente come ala grande con una media di 6,7 punti, 4,4 rimbalzi e in 14,8 minuti a partita. La stagione 2005-06 è per molto deludente, soprattutto a causa di una serie di infortuni alla caviglia e a una lacerazione al menisco del ginocchio destro che lo limitano a disputare solo 59 partite. Nella sua seconda stagione ha una media di 7,9 punti e 5,1 rimbalzi in 18,0 minuti a partita. Durante la pausa prima della stagione 2006-07 assume uno chef personale che gli ha fatto perdere 30 chili. Dopo aver provato dei dolori persistenti durante la Summer League di Las Vegas, una TAC ha rivelato la presenza di alcuni speroni ossei. Il 2 agosto 2006 si è sottoposto ad un intervento chirurgico per rimuovere gli speroni ossei. L'8 novembre 2006, poco prima della quarta partita della stagione, si è sottoposto ad un'operazione di appendicectomia al New England Baptist Hospital. L'intervento è stato eseguito dal dottor Steven Camer e il dottor Farhat Homsy, assistiti dal medico dei Celtics Brian McKeon. Dopo aver perso sette partite, torna in campo il 23 novembre 2006.
Oltre a un aumento del minutaggio (9,3 punti e 7,0 rimbalzi in 22,0 minuti in 9 partite da riserva), viene promosso a causa di un infortunio al centro titolare Kendrick Perkins. Grazie anche agli infortuni dei centri di riserva Michael Olowokandi e Theo Ratliff, l'allenatore Doc Rivers lo sposta a centro contro i Memphis Grizzlies il 6 dicembre 2006. Nelle successive 7 partite ha mantenuto una media di 16,3 punti e 11,1 rimbalzi in 33,7 minuti a partita. In quella che molti hanno considerato una partita di sblocco, ha messo a segno un career-high di 29 punti e 14 rimbalzi contro i New Jersey Nets. Era la seconda volta che segnava più di 20 punti in una partita. Il 10 dicembre 2005 aveva infatti segnato 21 punti contro i Dallas Mavericks. La terza e la quarta partita con più di 20 punti arrivano 6 e 7 giorni dopo la seconda, il 15 dicembre e il 16 dicembre quando ha segnato rispettivamente 28 punti contro i Denver Nuggets e 22 punti contro i Charlotte Bobcats. Queste prestazioni portano i Celtics a una striscia di 5 vittorie consecutive. Il 3 marzo 2007 segna un career-high di 32 punti e 18 rimbalzi contro i New Jersey Nets, contro i quali aveva stabilito un altro career-high a inizio stagione. Il 5 marzo viene nominato giocatore NBA della settimana per la settimana dal 26 febbraio al 4 marzo.

### Minnesota Timberwolves
Il 31 luglio 2007 viene ceduto insieme a Gerald Green, Ryan Gomes, Theo Ratliff, Sebastian Telfair e alcune scelte al draft ai Minnesota Timberwolves in cambio di Kevin Garnett. Arrivato ai Wolves ha firmato una mega estensione del contratto per un totale di 5 anni a 65 milioni di dollari. Nella sua prima stagione con i Wolves, diventa subito l'uomo-franchigia. Giocando tutte le 82 partite, classificandosi 20º della lega in punti di media a partita (11º in punti totali) con una media di 21,0 punti e tirando il 50% dal campo. Si afferma come uno dei migliori lunghi della NBA divenendo uno dei 4 giocatori a riuscire a totalizzare almeno 20 punti e 10 rimbalzi a partita (gli altri erano stati Dwight Howard, Carlos Boozer e Antawn Jamison). Si classifica al 5º posto per rimbalzi a partita (4º per rimbalzi totali) e 2º per rimbalzi offensivi a partita (3,8), dietro a Tyson Chandler (4,1). Si classifica inoltre 12º per efficienza nella NBA e 3º per doppie doppie. Nel gennaio 2008 viene nominato giocatore della settimana della Western Conference dopo aver guidato i Wolves a una striscia di 3-1 con una media di 33,3 punti e 15,3 rimbalzi nella settimana dal 21 al 27 gennaio. Il 27 gennaio 2008 segna un career-high di 40 punti contro i New Jersey Nets ripetendosi l'8 aprile 2008 contro i Charlotte Bobcats.
Jefferson stava disputando la miglior stagione in carriera con 23,1 punti, 11,0 rimbalzi e 1,7 stoppate a partita nelle prime 50 partite della stagione 2008-09, prima di subire un grave infortunio al ginocchio destro dopo un goffo atterraggio contro i New Orleans Hornets. Jefferson sostenne di aver sentito uno schiocco del ginocchio e l'infortunio consistette nello rottura completa del crociato anteriore del ginocchio, che richiese un intervento di ricostruzione che costrinse Jefferson a terminare la stagione. In quel momento i Wolves avevano un bilancio di 17-33 mostrando però segni di miglioramento, ma, dopo l'infortunio di Jefferson, hanno disputato il resto della stagione con un bilancio di 7-25, venendo costretti ancora una volta a partecipare alla lotteria per il draft.
Il 13 gennaio 2010 stabilisce un record di franchigia di 26 rimbalzi nella sconfitta al terzo tempo supplementare contro gli Houston Rockets. Il record verrà poi superato da Kevin Love.

### Utah Jazz
Il 13 luglio 2010 viene acquisito dagli Utah Jazz in cambio di due future scelte al draft e del centro Kosta Koufos per rimpiazzare Carlos Boozer, che si era precedentemente accordato con i Chicago Bulls.

### Charlotte Hornets
Il 3 luglio 2013 viene ingaggiato dagli Charlotte Hornets, con cui firma un contratto triennale a 40,5 milioni di $.
Il 3 marzo 2014, nella gara esterna contro i Miami Heat, mette a referto il suo season-high mettendo a referto 38 punti con 19 rimbalzi.
Il suo apporto vale a Charlotte il raggiungimento dei playoff, chiudendo una stagione con record di squadra positivo (43 vinte e 39 perse) dopo tre annate largamente perdenti. Al primo turno i Bobcats vengono subito eliminati perdendo 4-0 contro i Miami Heat. La stagione da trascinatore di Jefferson viene comunque premiata individualmente con l'inserimento nel Third All-NBA Team.

## Statistiche

### NBA

#### Regular Season
| Anno      | Squadra            | PG  | PT  | MP   | TC%  | 3P%  | TL%  | RP   | AP  | PRP | SP  | PP   |
| --------- | ------------------ | --- | --- | ---- | ---- | ---- | ---- | ---- | --- | --- | --- | ---- |
| 2004-2005 | Boston Celtics     | 71  | 1   | 14,8 | 52,8 | 0,0  | 63,0 | 4,4  | 0,3 | 0,3 | 0,8 | 6,7  |
| 2005-2006 | Boston Celtics     | 59  | 7   | 18,0 | 49,9 | 0,0  | 64,2 | 5,1  | 0,5 | 0,5 | 0,8 | 7,9  |
| 2006-2007 | Boston Celtics     | 69  | 60  | 33,6 | 51,4 | 0,0  | 68,1 | 11,0 | 1,3 | 0,7 | 1,5 | 16,0 |
| 2007-2008 | Minnesota T'wolves | 82  | 82  | 35,6 | 50,0 | 0,0  | 72,1 | 11,1 | 1,4 | 0,9 | 1,5 | 21,0 |
| 2008-2009 | Minnesota T'wolves | 50  | 50  | 36,7 | 49,7 | 0,0  | 73,8 | 11,0 | 1,6 | 0,8 | 1,7 | 23,1 |
| 2009-2010 | Minnesota T'wolves | 76  | 76  | 32,4 | 49,8 | 0,0  | 68,0 | 9,3  | 1,8 | 0,8 | 1,3 | 17,1 |
| 2010-2011 | Utah Jazz          | 82  | 82  | 35,9 | 49,6 | -    | 76,1 | 9,7  | 1,8 | 0,6 | 1,9 | 18,6 |
| 2011-2012 | Utah Jazz          | 61  | 61  | 34,0 | 49,2 | 25,0 | 77,4 | 9,6  | 2,2 | 0,8 | 1,7 | 19,2 |
| 2012-2013 | Utah Jazz          | 78  | 78  | 33,1 | 49,4 | 11,8 | 77,0 | 9,2  | 2,1 | 1,0 | 1,1 | 17,8 |
| 2013-2014 | Charlotte Bobcats  | 73  | 73  | 35,0 | 50,9 | 20,0 | 69,0 | 10,8 | 2,1 | 0,9 | 1,1 | 21,8 |
| 2014-2015 | Charlotte Hornets  | 65  | 61  | 30,6 | 48,1 | 40,0 | 65,5 | 8,4  | 1,7 | 0,7 | 1,3 | 16,6 |
| 2015-2016 | Charlotte Hornets  | 47  | 18  | 23,3 | 48,5 | -    | 64,9 | 6,4  | 1,5 | 0,6 | 0,9 | 12,0 |
| 2016-2017 | Indiana Pacers     | 66  | 1   | 14,1 | 49,9 | 0,0  | 76,5 | 4,2  | 0,9 | 0,3 | 0,2 | 8,1  |
| 2017-2018 | Indiana Pacers     | 36  | 1   | 13,4 | 53,4 | 0,0  | 83,3 | 4,0  | 0,8 | 0,4 | 0,6 | 7,0  |
| Carriera  | Carriera           | 915 | 651 | 28,7 | 49,9 | 12,1 | 71,1 | 8,4  | 1,5 | 0,7 | 1,2 | 15,7 |

#### Play-off
| Anno     | Squadra           | PG | PT | MP   | TC%  | 3P% | TL%  | RP  | AP  | PRP | SP  | PP   |
| -------- | ----------------- | -- | -- | ---- | ---- | --- | ---- | --- | --- | --- | --- | ---- |
| 2005     | Boston Celtics    | 7  | 0  | 19,4 | 41,5 | -   | 75,0 | 6,4 | 0,3 | 0,6 | 1,1 | 6,1  |
| 2012     | Utah Jazz         | 4  | 4  | 35,3 | 52,9 | 0,0 | 25,0 | 8,5 | 2,5 | 1,3 | 0,8 | 18,3 |
| 2014     | Charlotte Bobcats | 3  | 3  | 35,3 | 49,1 | -   | 80,0 | 9,3 | 0,7 | 0,3 | 1,7 | 18,7 |
| 2016     | Charlotte Hornets | 7  | 5  | 24,0 | 50,6 | -   | 69,2 | 6,1 | 1,1 | 0,6 | 0,4 | 13,3 |
| Carriera | Carriera          | 21 | 12 | 26,2 | 49,4 | 0,0 | 67,6 | 7,1 | 1,0 | 0,7 | 0,9 | 12,6 |

### Massimi in carriera
- Massimo di punti: 40 (4 volte)[1]
- Massimo di rimbalzi: 26 (2 volte)
- Massimo di assist: 7 (3 volte)
- Massimo di palle rubate: 4 (7 volte)
- Massimo di stoppate: 7 (2 volte)
- Massimo di minuti giocati: 54 minuti vs Dallas Mavericks (16 aprile 2012)

## Palmarès
- McDonald's All-American Game (2004)
- NBA All-Rookie Second Team (2005)
- All-NBA Third Team (2014)